# Wsmorje (Kaliningrad)
Wsmorje (russisch Взморье, deutsch Groß Heydekrug, 1939–1947 Großheidekrug, litauisch Grosheidekrugas) ist ein Ort in der russischen Oblast Kaliningrad und gehört zum Stadtkreis Swetly. Zu Wsmorje gehört auch die Ortsstelle Adlig Kaporn, die zunächst die russische Bezeichnung Spasskoje trug.

## Geographische Lage
Die Ortschaft liegt in der historischen Region Ostpreußen, im Südwesten des Samlandes am Frischen Haff, auf halber Strecke zwischen Königsberg (Kaliningrad, 17 km) und  Fischhausen (Primorsk, 18 km). Durch das einst größte Dorf am Haff verläuft die Regionalstraße 27A-016 (ex A193). Die nächste Bahnstation ist Ljublino (Seerappen) an der Bahnstrecke Kaliningrad–Baltijsk (Königsberg–Pillau).

## Geschichte

Groß Heydekrug (Gr. Heidekrug) westlich von Königsberg, an der Nordküste des Frischen Haffs, auf einer Landkarte von 1910.

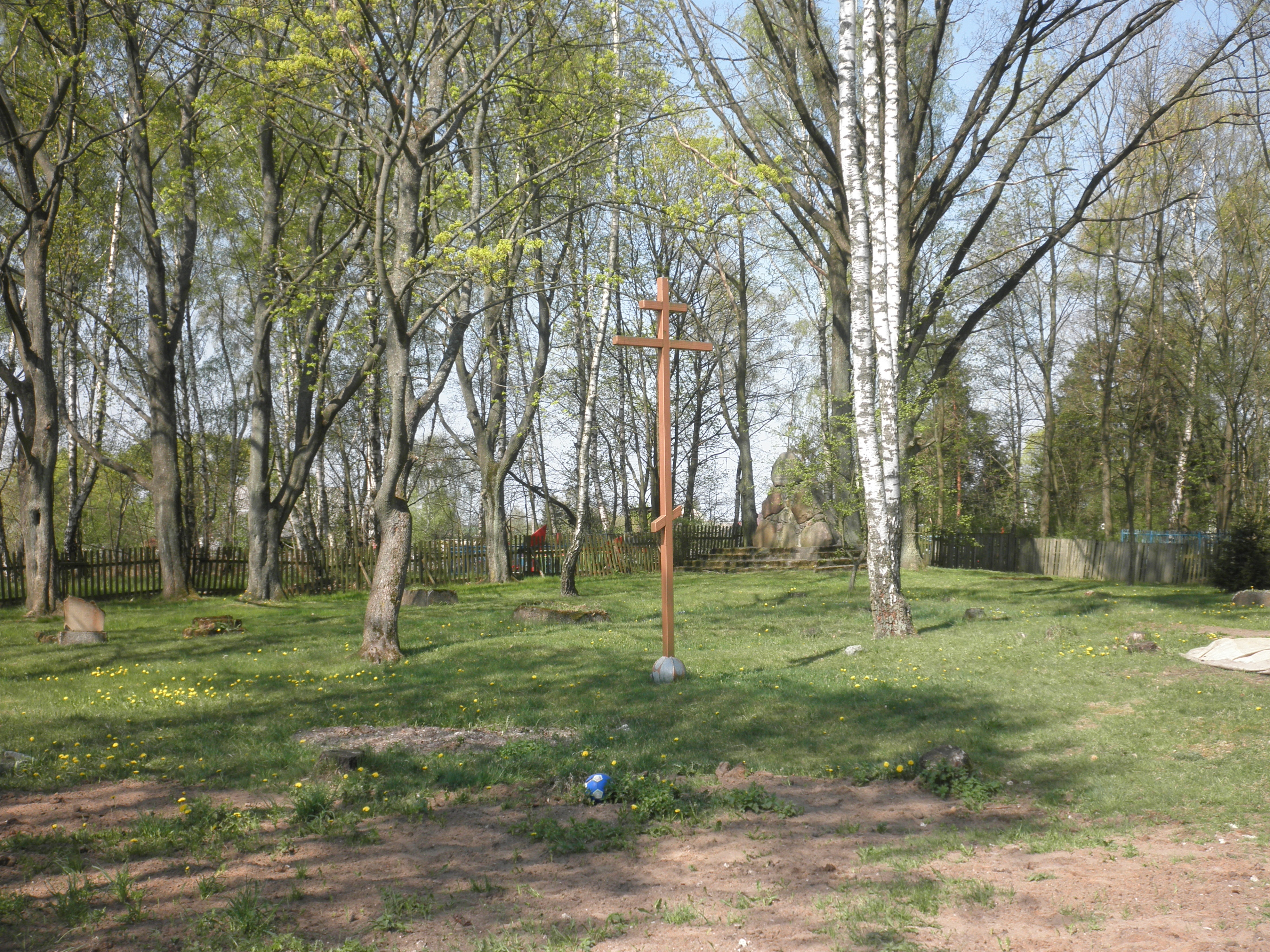
Früherer deutscher Friedhof (2014)

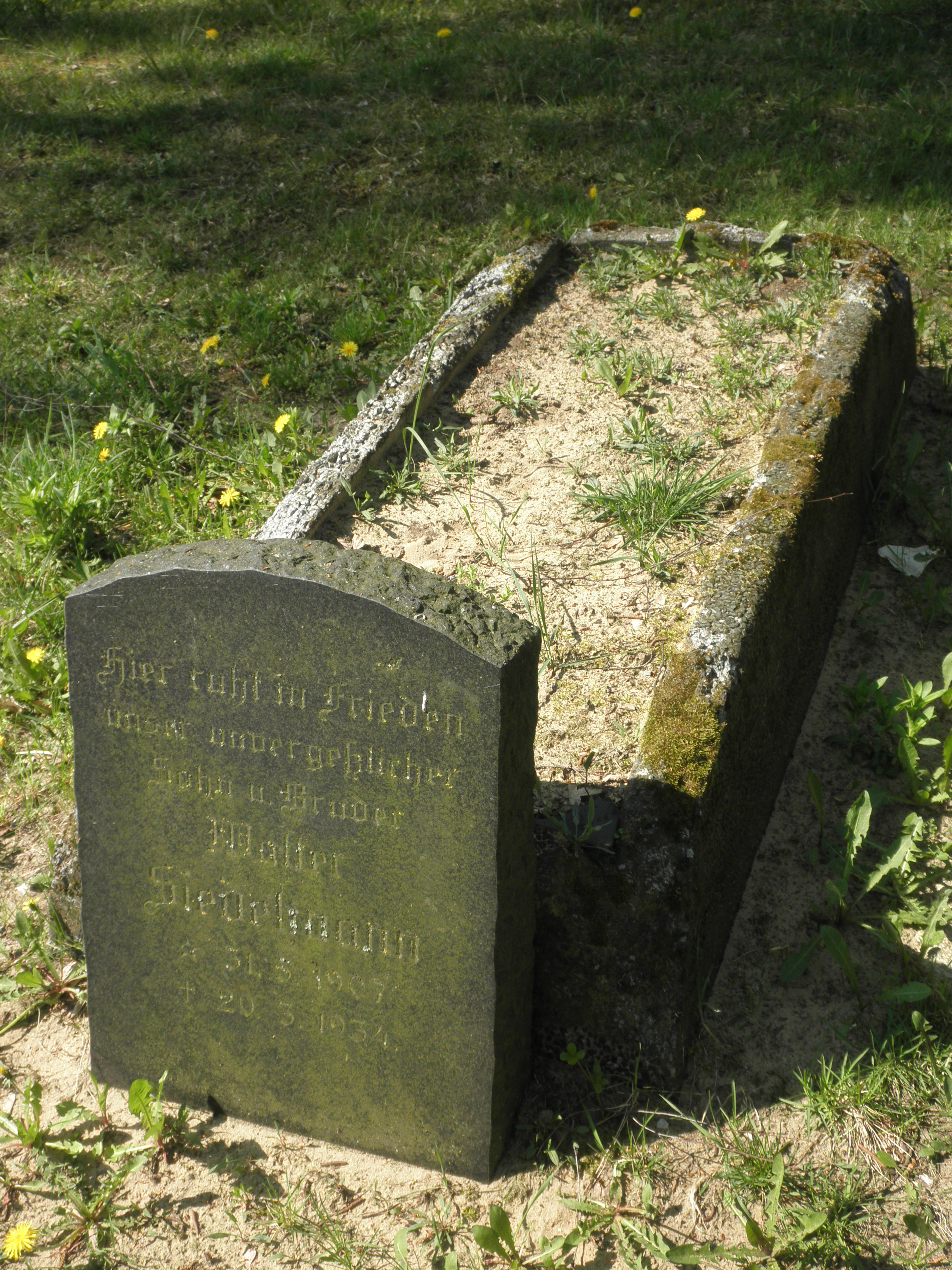
Letztes deutsches Grab auf dem Friedhof

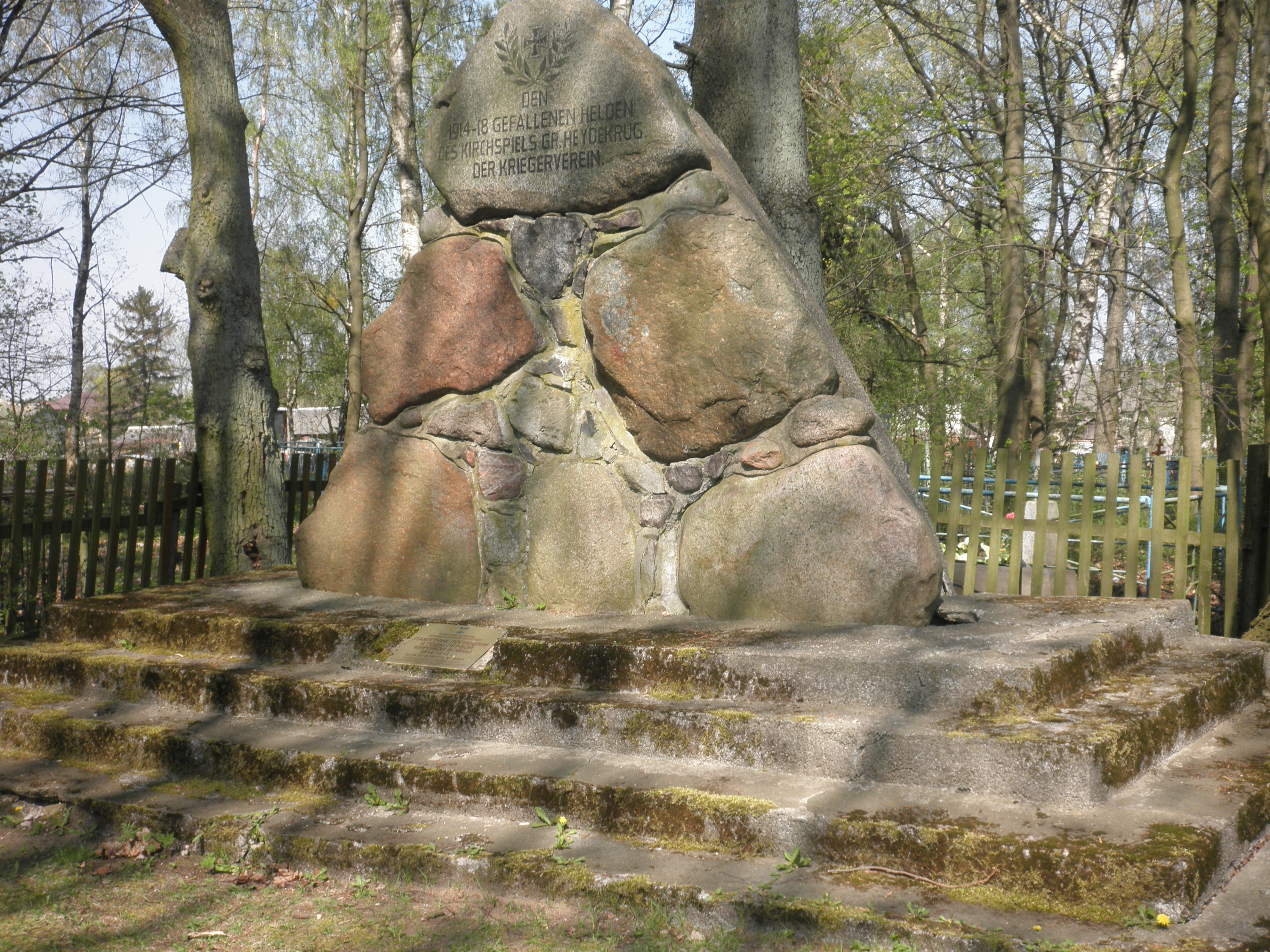
Denkmal für Gefallene des Ersten Weltkriegs

Das einstige Groß Heydekrug entstand zur Ordenszeit im prußischen Stammesgebiet Samland an einer verkehrsgünstigen Stelle mit der Anlage eines Kruges, der in Erbpacht vergeben wurde. Einen Heydekrug gab es zu deutscher Zeit noch bis zuletzt, daneben gab es weitere Gaststätten. Der Ort, dessen Bewohner eigentlich vom Fischfang lebten, entwickelte sich zu einem begehrten Ausflugsziel für die Königsberger.
Im Jahre 1874 wurde Groß Heydekrug in den neu errichteten Amtsbezirk Kaporn (russisch: Spasskoje, dann: Wsmorje, heute nicht mehr existent) eingegliedert. Er gehörte zum Landkreis Fischhausen im Regierungsbezirk Königsberg der preußischen Provinz Ostpreußen.
Am 18. November 1889 wurde die Ortschaft Klein Heydekrug in die Landgemeinde Groß Heydekrug eingemeindet, die am 1. Dezember 1910 insgesamt 1.171 Einwohner zählte. Am 30. September 1928 schlossen sich die Landgemeinde Kaporn, der Gutsbezirk Adlig Kaporn und Groß Heydekrug zur neuen Landgemeinde Groß Heydekrug zusammen.
Am 18. Mai 1930 wurde Groß Heydekrug namensgebender Ort und Sitz eines Amtsbezirks, der durch Umbenennung des bisherigen Amtsbezirks Kaporn entstand. Damals waren die beiden Landgemeinden Groß Heydekrug und Nautzwinkel (russisch: Schukowskoje, nicht mehr existent) eingegliedert. Der Amtsbezirk, dessen Name am 26. Januar 1939 ebenso wie der der Gemeinde in „Großheidekrug“ verändert wurde, gehörte bis 1939 zum Landkreis Fischhausen, ab 1939 zum Landkreis Samland und bestand bis 1945.
Die Einwohnerzahl stieg bis 1933 auf 2.064 und betrug 1939 bereits 2.412.
Am 30. Januar 1945 konnte die Rote Armee von Norden her über Metgethen nach Großheidekrug zum Frischen Haff vorstoßen und damit die Eisenbahn- und Straßen-Verbindung zwischen Königsberg und dem Seehafen Pillau unterbrechen. Am 19. Februar gelang es der deutschen Wehrmacht, in heftigen Kämpfen die Region zurückzuerobern und damit für Wochen einen Korridor zwischen den beiden Städten zu schaffen. Am 14. April wurde Großheidekrug dann definitiv von der Roten Armee besetzt.
Der Ort kam 1945 mit dem nördlichen Ostpreußen zur Sowjetunion und erhielt 1947 die russische Bezeichnung „Wsmorje“. Die deutsche Bevölkerung war geflohen oder umgekommen. Gleichzeitig wurde der mit Zuwanderern aus der Sowjetunion besiedelte Ort Sitz eines Dorfsowjets im Rajon Primorsk. Nach Auflösung dieses Dorfsowjets im Jahr 1954 wurde Wsmorje vermutlich der sog. Kaliningrader Vorortzone zugeordnet, die von der Stadt Kaliningrad aus verwaltet wurde. Später wurde Wsmorje von der Stadt Swetly aus verwaltet und gehört seit 1994 zum Stadtkreis Swetly.

### Wsmorjewski selski Sowet 1947–1954
Der Dorfsowjet Wsmorjewski selski Sowet (ru. Взморьевский сельский Совет) wurde im Juli 1947 im Rajon Primorsk eingerichtet. Im Jahr 1954 wurde er wieder aufgelöst und an den Logwinski selski Sowet angeschlossen. Die Orte Spasskoje und Wsmorje gelangten zu diesem Zeitpunkt möglicherweise allerdings in die sog. Kaliningrader Vorortzone.
| Ortsname                         | Name bis 1947                  |
| -------------------------------- | ------------------------------ |
| Ischewskoje (Ижевское)           | Widitten                       |
| Ljublino (Люблино)               | Seerappen                      |
| Schukowskoje (Жуковское)         | Margen                         |
| Slawjanskoje (Славянское)        | Kondehnen                      |
| Spasskoje (Спасское)             | Adlig Kaporn                   |
| Wessjolowka (Весёловка)          | Bärwalde                       |
| Wolotschajewskoje (Волочаевское) | Marschenen                     |
| Wsmorje (Взморье)                | Groß Heydekrug (Großheidekrug) |

### Einwohnerentwicklung
| Jahr | Einwohner |
| ---- | --------- |
| 1910 | 1.107     |
| 1933 | 2.064     |
| 1939 | 2.412     |
| 2002 | 2.205     |
| 2010 | 1.883     |

## Kirche
Siehe dazu den Hauptartikel (mit Kirchspielorts- und Pfarrerliste): Kirche Groß Heydekrug

### Kirchengebäude
Ein eigenes Gotteshaus erhielt Groß Heydekrug mit der feierlichen Einweihung am 15. November 1931. Bis dahin fanden seit 1744 die Gottesdienste in der Schule statt. Es handelte sich bei der Kirche um einen unverputzten Ziegelbau, dessen Innenraum durch die Verbindung mit dem Gemeindehaus vergrößert werden konnte. Die Kirche hatte anstelle eines Turmes einen kleinen Dachreiter mit einer Glocke, die die Mutterkirche Medenau (heute russisch: Logwino) gestiftet hatte.
Die Kirche stand am östlichen Ortsrand südlich der Hauptstraße unweit des heute noch vorhandenen Pfarrhauses. Sie wurde in den letzten Monaten des Krieges stark beschädigt und die Ruine 1948 abgerissen.

### Kirchengemeinde
Schon vor der Reformation war Groß Heydekrug in das Kirchspiel der Kirche Medenau (Logwino) eingegliedert. Sie gehörte vor 1945 zum Kirchenkreis Fischhausen (Primorsk) in der Kirchenprovinz Ostpreußen der evangelischen Kirche der Altpreußischen Union. Die wachsende Einwohnerzahl machte bereits ab 1896 den Einsatz eines Hilfspredigers erforderlich und 1909 wurde Groß Heydekrug ein spezieller Seelsorgebezirk. Schließlich wurde 1929 eine selbständige Kirchengemeinde gegründet, die im Verbund mit der Mutterkirche blieb. Zum Kirchspiel Groß Heydekrug gehörten bei der Volkszählung im Jahre 1925 2.000 Gemeindeglieder.
Aufgrund von Flucht und Vertreibung und durch restriktive staatliche Gesetze kam nach 1945 das kirchliche Leben in Wsmorje zum Erliegen. In den 1990er Jahren entstanden in der Oblast Kaliningrad neue evangelisch-lutherische Gemeinden, von denen die in Swetly (Zimmerbude) am nächsten liegt. Sie ist eine Filialgemeinde der Auferstehungskirche in Kaliningrad (Königsberg) innerhalb der Propstei Kaliningrad der Evangelisch-lutherischen Kirche Europäisches Russland.

## Schule
Eine Schule bestand in Groß Heydekrug seit 1744.